# Veselá (Zašová)

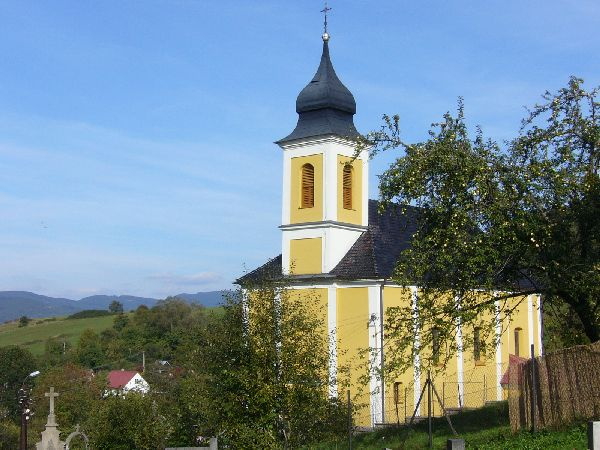
Pfarrkirche St. Martin

Veselá (deutsch Wessela) ist ein Ortsteil der Gemeinde Zašová in der Mährischen Walachei in Tschechien. Er liegt fünf Kilometer östlich von Valašské Meziříčí und gehört zum Okres Vsetín.

## Geographie
Veselá erstreckt sich am Nordhang der Vsetínské vrchy am Rande der Rožnovská brázda entlang des Baches Veselský potok bis zu dessen Mündung in die Rožnovská Bečva. Nördlich erhebt sich der Černý kopeček (395 m), im Nordosten der Pohoř (455 m), östlich der Hostýn (416 m), im Südosten der U Javora (573 m), südlich die Vrchhůra (692 m), im Südwesten der Brdo (543 m), westlich der Štěpánov (409 m) sowie im Nordwesten der Na Hrádcích (344 m). Nördlich des Dorfes verlaufen am rechten Ufer der Rožnovská Bečva die Europastraße 442/Staatsstraße I/35 zwischen Krásno nad Bečvou und Rožnov pod Radhoštěm und der Bahnstrecke 281 Valašské Meziříčí – Rožnov pod Radhoštěm durchquert, dort liegt auch die Bahnstation Zašová.
Nachbarorte sind Loučky, U Ovčírny, Pod Hájem und Pod Žernovým im Norden, Zašová und Zubří im Nordosten, Dolansko und Střítež nad Bečvou im Osten, Vidče, Videčské Paseky und Střítežské Paseky im Südosten, V Sojově, Velká Lhota und Malá Lhota im Süden, Brňov, Řehlov, Podhájí, Oznice, Křivé und Podlesí im Südwesten, Vichury, Na Pasekách, Sýkoří und Hrachovec im Westen sowie Hrádky, Drážky, Krhová und Jehličná im Nordwesten.

## Geschichte
Die erste schriftliche Erwähnung des zum bischöflichen Lehngut Arnoltovice gehörigen Dorfes Wesela erfolgte 1376. Nach den Hussitenkriegen erlosch das Lehnverhältnis zum Bistum und Wesela wurde Teil der Herrschaft Rožnov. 1623 wurde der Ort als Veselej bezeichnet. Die Bewohner lebten von der Landwirtschaft und Forstarbeit. Bis zur Mitte des 19. Jahrhunderts blieb das Dorf immer nach Rožnov untertänig.
Nach der Aufhebung der Patrimonialherrschaften bildete Veselá/Wessela ab 1849 eine Gemeinde in der Bezirkshauptmannschaft Meziříčí. 1891 entstand die nördlich des Dorfes die Eisenbahnstation Zašová. Während der deutschen Besetzung gab es Pläne zum Bau einer Straße von Veselá nach Malá Lhota und Hrachovec, die nie realisiert wurden. Nach der Aufhebung des Okres Valašské Meziříčí wurde die Gemeinde 1960 dem Okres Vsetín zugeordnet. Zu Beginn des Jahres 1985 wurde Veselá nach Zašová eingemeindet. 1991 lebten in dem Dorf 451 Personen. Beim Zensus von 2001 wurden 461 Einwohner und 140 Wohnhäuser gezählt. Veselá ist katholischer Pfarrort für Malá Lhota.
Südwestlich der Kirche befindet sich im Winter eine Skipiste mit Lift.

## Ortsgliederung
Zu Veselá gehört die Ansiedlung Loučky.

## Sehenswürdigkeiten

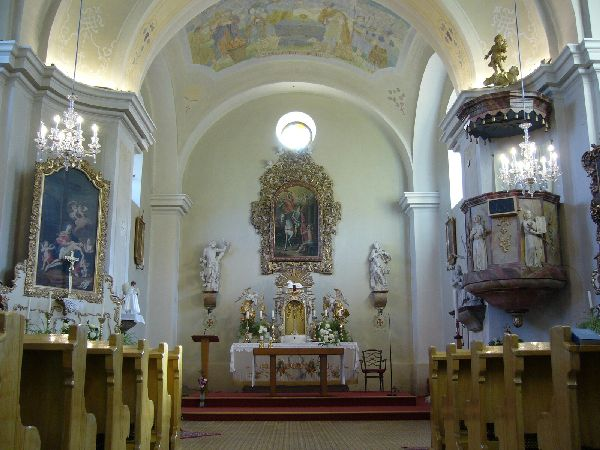
Pfarrkirche St. Martin

- Kirche des hl. Martin, erbaut 1820–1821 am höchsten Punkt des Dorfes
- Pfarrhaus und Friedhof
- Betsäule

## Anmerkung
1. ↑  Zu Beginn der 1990er Jahre war auf einigen Karten kurioserweise, die nicht existente Straße eingezeichnet.